# 辻永光
辻 永光（つじ ながみつ、生年不明 - 1907年（明治40年）3月11日）は、幕末の久留米藩士。明治時代の官吏。警察官。

## 経歴
久留米藩士。明治維新では官軍に従いのち陸軍に出仕する。若森県大属、茨城県兵事係を経て、同県警部に転じ、土浦警察署長、菅谷警察署長、水戸警察署長などを歴官したのち警察部警務課長に進んだ。のち川上警部長から、1892年（明治25年）に行方郡長に転じ、ついで結城郡長を経て、多賀郡長となったのち、1905年（明治38年）9月、佐賀県小城郡長に転任した。

## 親族
- 義兄 黒川春造（後妻兄、警察官）[2]
- 二男 辻永（洋画家）[4]
- 三男 辻光（北満興業取締役）[5]
- 子 辻衛（共楽美術倶楽部主）[6]